# Nordvära och Källstorp
Nordvära och Källstorp – miejscowość (tätort) w Szwecji, w regionie administracyjnym (län) Halland, w gminie Varberg.
Według danych Szwedzkiego Urzędu Statystycznego liczba ludności wyniosła: 241 (31 grudnia 2015), 242 (31 grudnia 2018) i 259 (31 grudnia 2019).